# Сендайская и Восточно-Японская епархия
Сэнда́йская и Восто́чно-Япо́нская епа́рхия (яп. 東日本主教教区 Хигаси-Нихон сюкё: кё:ку) — каноническое, структурное и территориально-административное подразделение Японской православной церкви.
Кафедральный город — Сэндай. Кафедральный собор — Благовещенский собор.

## История
Отсюда началось распространение японского Православия. Принявшие крещение в Хакодатэ первые ученики иеромонаха Николая (Касаткина) отправились в качестве священников или катехизаторов в ближайшие города на Хоккайдо и на северо-восток острова Хонсю.
Епархия, охватывающая территорию острова Хоккайдо и север острова Хонсю, учреждена 10 апреля 1970 года как самостоятельная епархия Японской Православной Автономной Церкви.

### Землетрясение 2011 года
Районы, входящие в пределы Сэндайской епархии, в наибольшей степени пострадали от разрушительного землетрясения и цунами, обрушившегося на северо-восток Японии 11 марта 2011 года.
По состоянию на 25 марта 2011 года:
- Церковь апостола Иоанна Богослова и приход Исиномаки. Здание церкви и дом причта затоплены, но не очень сильно. Необходим незначительный ремонт. Погиб прихожанин Никанор Коми Цутому. Пропавшими без вести числятся Андрей Ёнэсато Кимиёси и Феодосий Ёнэсато Хадзимэ. Некоторые семьи прихожан продолжают оставаться в эвакуационных пунктах.
- Церковь пророка Исаии и приход Вакуя. Погибла София Накагава Цунэко. Пропал без вести Моисей Накагава Иёдзи.
- Церковь Вознесения Господня и приход Сакари в Офунато. Преставились Любовь Исэ Миэ, Петр Исэ Дайги, Марфа Иэ Аи.
- Церковь Благовещения и приход в Ямада. Пропал без вести один из прихожан.
- Церковь апостола Иоанна Богослова и приход Каннари. Согласно сообщениям из города Курихара, провалились своды фундамента храма, существует опасность того, что здание упадёт.
- Церковь Преображения и приход Санума. Серьёзно повреждены дома прихожан, находиться в домах опасно. Здание церкви также неустойчиво.
- Церковь Воскресения и приход Кэсэннума. Церковь и дом для собраний прихожан сохранились. Две православные семьи находятся в безопасности, но их дома разрушены. Сейчас эти семьи — в эвакуационном пункте, затем они временно будут проживать в комнате для собраний верующих при церкви.
- Церковь Преображения и приход Такасимидзу. Своды храма повреждены. Прихожане в безопасности.

По данным епископа Сэндайского Серафима, в результате землетрясения и цунами была полностью разрушена церковь Благовещения в Ямада, несколько храмов требуют капитального ремонта, многие храмы нуждаются в различного вида восстановительных работах. Среди верующих около 20 семей осталось без жилья.

## Епископы
- 19 декабря 1971 — 29 июня 1988 — Серафим (Сигрист)
- 1986 — 7 мая 1999 — Феодосий (Нагасима), митрополит Токийский, в/у
- 15 января 2000 — 22 октября 2023 — Серафим (Цудзиэ)
- с 22 октября 2023 года — Серафим (Цудзиэ), митрополит Токийский, в/у